# Франк Нгозі Ісох
Франк Нгозі Ісох (англ. Frank Ngozi Isoh) (1954) — нігерійський дипломат. Надзвичайний і Повноважний Посол Нігерії в Україні (2012—2014).

## Життєпис

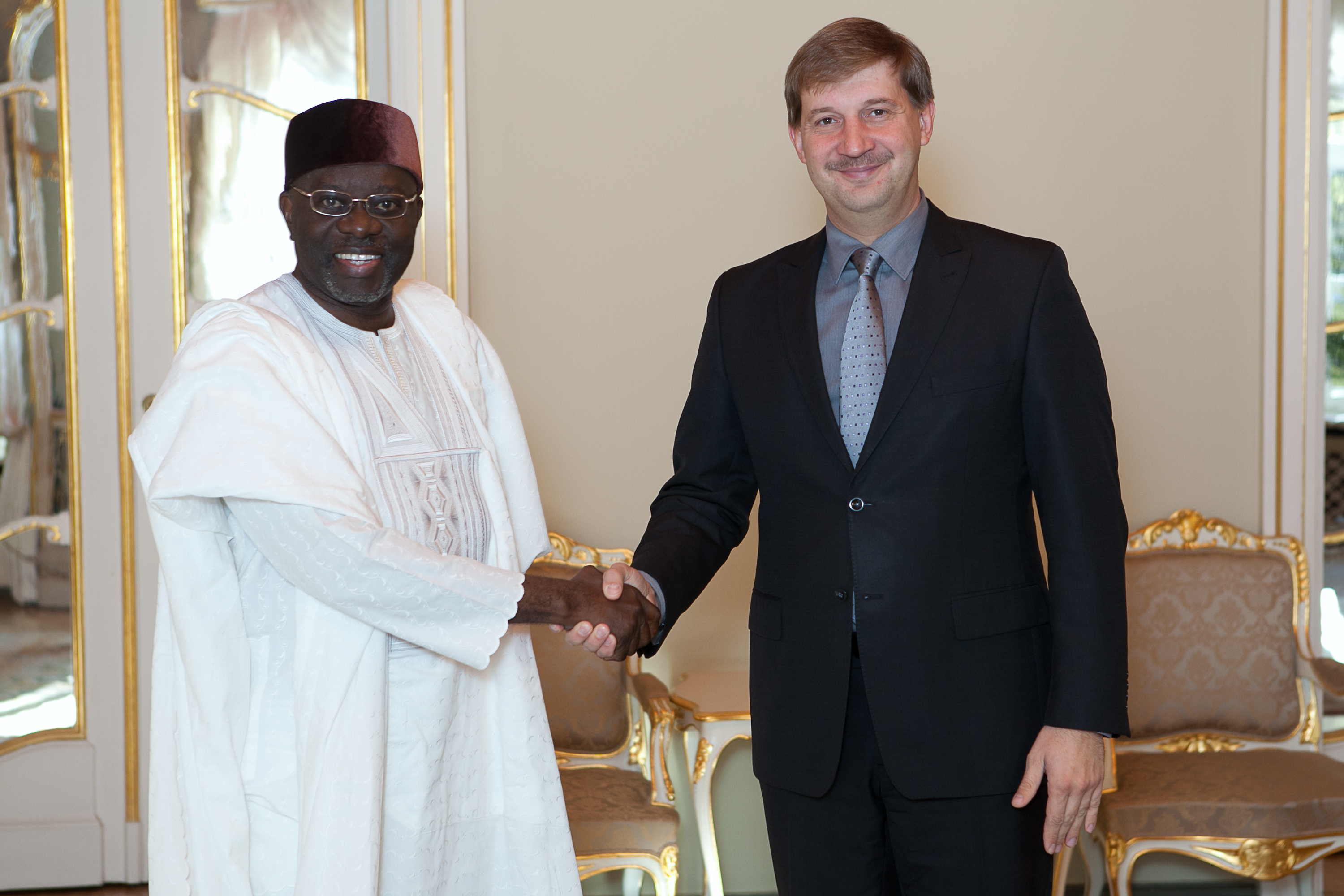
посол Франк Нгозі Ісох та латвійський політик Андрій Клеме́нтьєв

Народився в 1954 році. Вивчав антропологію та соціологію у Нігерійському університеті (1979-1985), а також дипломатію та міжнародне право в Лагоському університеті (1985-1990). 
З 1982 році на дипломатичній службі в МЗС Нігерії. Працював на різних дипломатичних посадах в представництвах Нігерії в Португалії, Канаді, Ефіопії та ін.
З 10 вересня 2012— травень 2014 рp. — Надзвичайний і Повноважний Посол Нігерії в Києві.
З 30 серпня 2012 по 2014 рр. — Надзвичайний і Повноважний Посол Нігерії в Естонії за сумісництвом
З 16 жовтня 2012 по 26 травня 2014 рр. — Надзвичайний і Повноважний Посол Нігерії в Латвії за сумісництвом.
З 2012 по 5 вересня 2014 рр. — Надзвичайний і Повноважний Посол Нігерії в Грузії за сумісництвом